# Pierre David
Pierre David (* 17. Mai 1944 in Montreal, Québec) ist ein kanadischer Filmproduzent, Drehbuchautor und Regisseur.

## Leben und Wirken
Davids Karriere im Filmgeschäft begann in den frühen 1970er Jahren als Executive Producer (geschäftsführender Produzent) mit dem Film Un enfant comme les autres.... Im Jahre 1979 war er, wieder als geschäftsführender Produzent, für den von David Cronenberg inszenierten Horrorfilm Die Brut tätig. Zwei Jahre später arbeiteten die beiden erneut zusammen, es entstand der Film Scanners – Ihre Gedanken können töten. Ein drittes Mal kooperierten sie bei dem Horrorfilm Videodrome aus dem Jahre 1983. 1991 gab David sein Debüt als Drehbuchautor mit dem Actionfilm Martial Law II. Im Jahre 1994 drehte er mit Scanner Cop seinen ersten Film als Regisseur. Der Film ist ein Ableger von Scanners – Ihre Gedanken können töten und zog 1995 eine Fortsetzung nach sich, die von David produziert wurde. Seit dem Jahr 2000 ist Pierre David vornehmlich für das Fernsehen als Produzent aktiv. Sein Schaffen als Produzent umfasst mehr als 180 Produktionen.

## Filmografie (Auswahl)
Als Produzent
- 1981: Scanners – Ihre Gedanken können töten (als geschäftsführender Produzent)
- 1988: Pin (als geschäftsführender Produzent)
- 1990: Internal Affairs – Trau’ ihm, er ist ein Cop (Internal Affairs; als geschäftsführender Produzent)
- 1991: Scanners II (Scanners II: The New Order)
- 1992: Jenseits der weißen Linie (Deep Cover)
- 1996: The Dentist
- 1997: Der Teufel in Weiß (The Nurse)
- 1997: Wes Craven’s Wishmaster
- 1998: Fatal Contract – Tür an Tür mit dem Tod (The Landlady)

Als Drehbuchautor
- 1991: Martial Law II
- 1992: Mission of Justice – Martial Law 3
- 1994: Scanner Cop

Als Regisseur
- 1994: Scanner Cop
- 1995: Shadow Killer (Serial Killer)